# Myotis annamiticus
Myotis annamiticus és una espècie de ratpenat de la família dels vespertiliònids. És endèmic del Vietnam. El seu hàbitat natural són les valls amb rius petits. Es desconeix si hi ha cap amenaça significativa per a la supervivència d'aquesta espècie. El nom específic annamiticus deriva del nom de la serralada Annamita, als avantmunts sud-orientals de la qual es va descobrir aquest ratpenat.